# Johannes Nicolaus Brønsted
Johannes Nicolaus Brønsted (tiếng Đan Mạch: [joˈhænˀəs ne̝koˈlɛːus ˈpʁɶnsteð]; 22 tháng 2 năm 1879 – 17 tháng 12 năm 1947) là một nhà hóa lý người Đan Mạch, người đã phát triển thuyết acid–base Brønsted–Lowry đồng thời và độc lập với Martin Lowry.

## Tiểu sử
Brønsted sinh ra ở Varde, Đan Mạch vào ngày 22 tháng 2 năm 1879. Mẹ ông mất ngay sau khi ông chào đời, và ở tuổi 14, Brønsted mồ côi cha. Ông đã chuyển đến Copenhagen cùng chị gái và mẹ kế. Năm 1897, Brønsted bắt đầu nghiên cứu của mình với tư cách là kỹ sư hóa học tại Viện Bách khoa ở Copenhagen. Sau tấm bằng đầu tiên, Brønsted thay đổi lĩnh vực và nhận bằng thạc sĩ hóa học vào năm 1902 từ Đại học Copenhagen. Năm 1905, ông trở thành trợ lý tại Viện Hóa học và nhận bằng tiến sĩ vào năm 1908. Cùng năm đó, Brønsted trở thành giáo sư hóa lý và hóa vô cơ tại Đại học Copenhagen.
Năm 1929, Brønsted trở thành giáo sư thỉnh giảng tại Đại học Yale. Nghiên cứu của ông đã được công nhận trên toàn thế giới, dẫn đến bốn đề cử giải Nobel, một huy chương H. C. Ørsted vàng và được bổ nhiệm làm thành viên của Hội Hoàng gia Luân Đôn và thành viên của Viện Hàn lâm Khoa học Quốc gia Hoa Kỳ.
Brønsted kết hôn với Charlotte Warberg, người mà ông gặp trong lần học đầu tiên. Hai vợ chồng có bốn người con. Trong chiến tranh thế giới thứ hai, sự phản đối của Brønsted đối với Đức Quốc Xã đã dẫn đến việc ông được bầu vào quốc hội Đan Mạch năm 1947, nhưng ông đã qua đời ngay sau cuộc bầu cử.